# Jacques Frédéric Français
Jacques Frédéric Français   (Saverne, 20 de juny de 1775 - Metz, 9 de març de 1833), fou un matemàtic i militar francès, que va difondre l'obra del seu germà, François Joseph Français, sobre equacions diferencials parcials.

## Vida i Obra
Els germans Français, fills d'un botiguer, van néixer a Saverne amb set anys de diferència. Jacques Frédéric, el més jove, després de ser un excellent estudiant a l'escola d'Estrasburg, es va enrolar en l'exèrcit el 1793 al cos d'enginyers. El 1797 va ser admès a l'École polytechnique i el 1800 va ingressar a l'École du Genie (l'escola militar d'enginyers). Va participar en l'expedició a Egipte de Napoleó el 1801. En retornar és ascendit a comandant de sapadors i destinat al quarter general del cos.
Després de participar en diverses accions militars (una de les quals a Estrasburg, sota comandament d'Étienne-Louis Malus), el 1811 és nomenat professor d'art militar a l'École d'Application du Génie et de l'Artillerie de Metz, càrrec que mantindrà fins a la seva mort.
Els primers treballs matemàtics publicats per Jacques Frédéric eren com els del seu germà gran, sobre equacions diferencials parcials, identificant noves fórmules basades en sèries infinites, tot i que reconeixent que la seva complexitat i el fet de ser divergents (o molt lentament convergents). les feia inapropiades per les aplicacions. Després de la mort del seu germà (1810), Jacques Frédéric va treballar amb els manuscrits que aquest havia deixat i, durant els anys posteriors, va publicar una barreja del seus treballs amb els del seu germà difunt, entre els que destaca un article de 1813, basat en una carta del seu germà dirigida a Jean-Robert Argand, sobre la interpretació geomètrica dels nombres imaginaris.
A partir de 1815 va abandonar els treballs de matemàtiques pures per dedicar-se a estudiar la pressió de les terres i dels sòls (geotècnia).